# 芝池義一
芝池 義一（しばいけ よしかず、1945年（昭和20年）9月15日 - ）は、日本の法学者。行政法専攻。京都大学名誉教授・関西大学名誉教授。元民主主義科学者協会法律部会理事。和歌山県出身。

## 略歴
- 1964年3月 - 大阪府立大手前高等学校卒業
- 1969年3月 - 京都大学法学部卒業
- 1971年3月 - 京都大学大学院法学研究科修士課程修了
- 1974年
  - 3月 京都大学大学院法学研究科博士課程（公法専攻）単位取得満期退学
  - 6月 京都大学法学部助教授
- 1977年4月 - ミュンヘン大学（ドイツ連邦共和国）にて在外研究（1979年3月まで）
- 1983年6月 - 京都大学法学部教授
- 1989年6月 - ミュンヘン大学（ドイツ連邦共和国）にて在外研究（1989年8月まで）
- 1992年4月 - 京都大学大学院法学研究科教授
- 2009年3月 - 京都大学定年退官
- 2009年4月 - 関西大学大学院法務研究科教授、京都大学名誉教授
- 2016年3月 - 関西大学定年退職

## 著書

### 単著
- 『行政法総論講義』（有斐閣，初版・1992年、第2版・1994年、第3版・1998年、第3版増補版・1999年、第4版・2001年、第4版増補版・2006年）
- 『行政救済法講義』（有斐閣，初版・1995年、第2版・2000年、第2版補訂版・2003年、第2版補訂増補版・2004年、第3版・2006年）
- 『市民生活と行政法』（放送大学教育振興会，初版・2002年、補訂版・2005年）
- 『行政法読本』（有斐閣，初版・2009年、第2版・2010年、第3版・2013年、第4版・2016年）
- 『行政救済法』（有斐閣，2022年)

### 共著
- （小高剛・阿部泰隆・宮崎良夫・三木義一・木佐茂男）『地方自治法の論点』（有斐閣，1982年）

### 編著
- 『判例行政法入門』（有斐閣, 初版・1995年、第2版・1998年、第3版・2001年、第4版・2005年、第4版増補版・2008年、第5版・2010年、第6版・2017年、第7版・2022年）

### 共編著
- （田中治・岡村忠生）『租税行政と権利保護―清永敬次先生還暦祝賀論文集』（ミネルヴァ書房，1995年）
- （室井力・浜川清）『コンメンタール行政法Ⅰ 行政手続法・行政不服審査法』（日本評論社，初版・1997年、第2版・2008年）
- （室井力・浜川清）『コンメンタール行政法Ⅱ 行政事件訴訟法・国家賠償法』（日本評論社，初版・2004年、第2版・2006年）
- （高木光）『ケースブック行政法』（弘文堂，初版・2004年、第2版・2005年、第2版増補版・2006年）
- （小早川光郎・宇賀克也）『行政法の争点〔第3版〕』（有斐閣，2004年）
- （園部逸夫）『改正 行政事件訴訟法の理論と実務』（ぎょうせい，2006年）
- （曽和俊文・見上崇洋）『まちづくり・環境行政の法的課題』（日本評論社，2007年）
- （磯部力・小早川光郎）『行政法の新構想Ⅰ 行政法の基礎理論』（有斐閣，2011年）
- （磯部力・小早川光郎）『行政法の新構想Ⅱ 行政作用・行政手続・行政情報法』（有斐閣，2008年）
- （磯部力・小早川光郎）『行政法の新構想Ⅲ 行政救済法』（有斐閣，2009年）

## 記念論文集
- （曽和俊文・野呂充・北村和生・前田雅子・深澤龍一郎）『行政法理論の探究：芝池義一先生古稀記念 』（有斐閣，2016年）